# Vigna
Vigna Savi, 1824 é um género botânico com distribuição pantropical pertencente à subfamília Papilionoideae da família Fabaceae.  O género inclui 100-150 espécies, mas a sua delimitação permanece incerta. O género inclui algumas espécies cultivadas comuns nas regiões tropicais e subtropicais onde são utilizadas para produção de feijões. Algumas espécies foram durante muito tempo consideradas parte do género Phaseolus, mas, de acordo com o Hortus Third, Vigna difere de Phaseolus em características bioquímicas relevantes, na estrutura do pólen e em detalhes do estilete e estípulas.

## Descrição
As espécies integradas no género Vigna são herbáceas, ocasionalmente sub-arbustivas, com folhas pinadas, divididas em três folíolos. Produz inflorescências do tipo racemo de flores de coloração amarela, azul ou púrpura. O fruto é uma vagem típica das leguminosas, de forma e número de sementes variáveis.
O género inclui diversas espécies cultivadas, produtoras de feijões com elevado interesse comercial, entre os quais algumas das variedades familiares típicas das regiões tropicais e subtropicais. Entre as variedades mais conhecidas incluem-se o feijão-azuqui (V. angularis), o feijão-preto (V. mungo) e o feijão-fradinho (V. unguiculata), consumidos como feijão em grão, inteiro ou em pasta, e como rebentos de feijão (brotos).
O nome genérico é uma homenagem a Domenico Vigna, um botânico italiano do século XVII, diretor do Orto botanico di Pisa (de 1609 a 1632).

## Espécies mais comuns
Entre muitas outras espécies e variedades vendidas sob nome comercial destacam-se:
- Vigna angularis — feijão-azuqui
- Vigna mungo — feijão-da-índia
- Vigna radiata — feijão-da-china
- Vigna unguiculata — feijão-fradinho
- Vigna umbellata — feijão-arroz

## Espécies
O género Vigna contém pelo menos 90 espécies, entre as quais:

### SubgéneroCeratotropis
- Vigna aconitifolia (Jacq.) Maréchal
- Vigna angularis (Willd.) Ohwi & H. Ohashi
  - Vigna angularis var. angularis (Willd.) Ohwi & H. Ohashi
  - Vigna angularis var. nipponensis (Ohwi) Ohwi & H. Ohashi
- Vigna glabrescens Maréchal et al.
- Vigna grandiflora (Prain) Tateishi & Maxted
- Vigna hirtella Ridley
- Vigna minima (Roxb.) Ohwi & H. Ohashi
- Vigna mungo (L.) Hepper
  - Vigna mungo var. silvestris Lukoki, Maréchal & Otoul
- Vigna nakashimae (Ohwi) Ohwi & H. Ohashi
- Vigna nepalensis Tateishi & Maxted
- Vigna radiata (L.) Wilczek
  - Vigna radiata var. radiata (L.) Wilczek
  - Vigna radiata var. sublobata (Roxb.) Verdc.
- Vigna reflexopilosa Hayata—Creole-bean
  - Vigna reflexopilosa var. reflexopilosa Hayata
  - Vigna reflexopilosa var. glabra Tomooka & Maxted
- Vigna riukiuensis (Ohwi) Ohwi & H. Ohashi
- Vigna stipulacea Kuntze
- Vigna subramaniana (Babu ex Raizada) M. Sharma
- Vigna tenuicaulis N. Tomooka & Maxted
- Vigna trilobata (L.) Verdc.
- Vigna trinervia (Heyne ex Wall.) Tateishi & Maxted
- Vigna umbellata (Thunb.) Ohwi & H. Ohashi

### SubgéneroHaydonia
- Vigna monophylla Taub.
- Vigna nigritia Hook. f.
- Vigna schimperi Baker
- Vigna triphylla (R. Wilczek) Verdc.

### SubgéneroLasiospron
- Vigna diffusa (Scott-Elliot) A. Delgado & Verdc.
- Vigna juruana (Harms) Verdc.
- Vigna lasiocarpa (Mart. ex Benth.) Verdc.
- Vigna longifolia (Benth.) Verdc.
- Vigna schottii (Bentham) A. Delgado & Verdc.
- Vigna trichocarpa (C. Wright ex Sauvalle) A. Delgado
- Vigna vexillata (L.) A. Rich.
  - Vigna vexillata var. angustifolia
  - Vigna vexillata var. youngiana

### SubgéneroVigna
- Vigna ambacensis Welw. ex Bak.
- Vigna angivensis Baker
- Vigna filicaulis Hepper
- Vigna friesiorum Harms
- Vigna gazensis Baker f.
- Vigna hosei (Craib) Backer
- Vigna luteola (Jacq.) Benth.
- Vigna membranacea A. Rich.
  - Vigna membranacea subsp. caesia (Chiov.) Verdc.
  - Vigna membranacea subsp. membranacea A. Rich.
- Vigna monantha Thulin
- Vigna racemosa (G. Don) Hutch. & Dalziel
- Vigna subterranea (L.) Verdc.
- Vigna unguiculata (L.) Walp.
  - Vigna unguiculata ssp. cylindrica
  - Vigna unguiculata ssp. dekindtiana
  - Vigna unguiculata ssp. sesquipedalis
  - Vigna unguiculata ssp. unguiculata

### Incertae sedis
- Vigna comosa
- Vigna dalzelliana
- Vigna debilis Fourc.
- Vigna decipiens
- Vigna dinteri Harms
- Vigna dolichoides Baker in Hooker f.
- Vigna frutescens
- Vigna gracilis
- Vigna kirkii
- Vigna lanceolata~
- Vigna lobata (Willd.) Endl.
- Vigna lobatifolia
- Vigna marina (Burm.f.) Merr.
- Vigna multiflora
- Vigna nervosa
- Vigna oblongifolia
- Vigna owahuensis Vogel
- Vigna parkeri
- Vigna pilosa

### Espécies reclassificadas
O género Vigna pertence a uma tribo que inclui uma grande diversidade de espécies, com distribuição alargada por todas as regiões tropicais e subtropicais, que tornoam complexa a sua delimitação. assim algumas espécies pertencentes a géneros próximos, como Phaseolus, foram reclassificadas como Vigna, mas muitas espécies tradicionalmente consideradas como integradas no género têm vindo a ser incluídas em géneros próximos. A lista seguinte aponta algumas das espécies de Vigna que foram movidas para outros géneros:

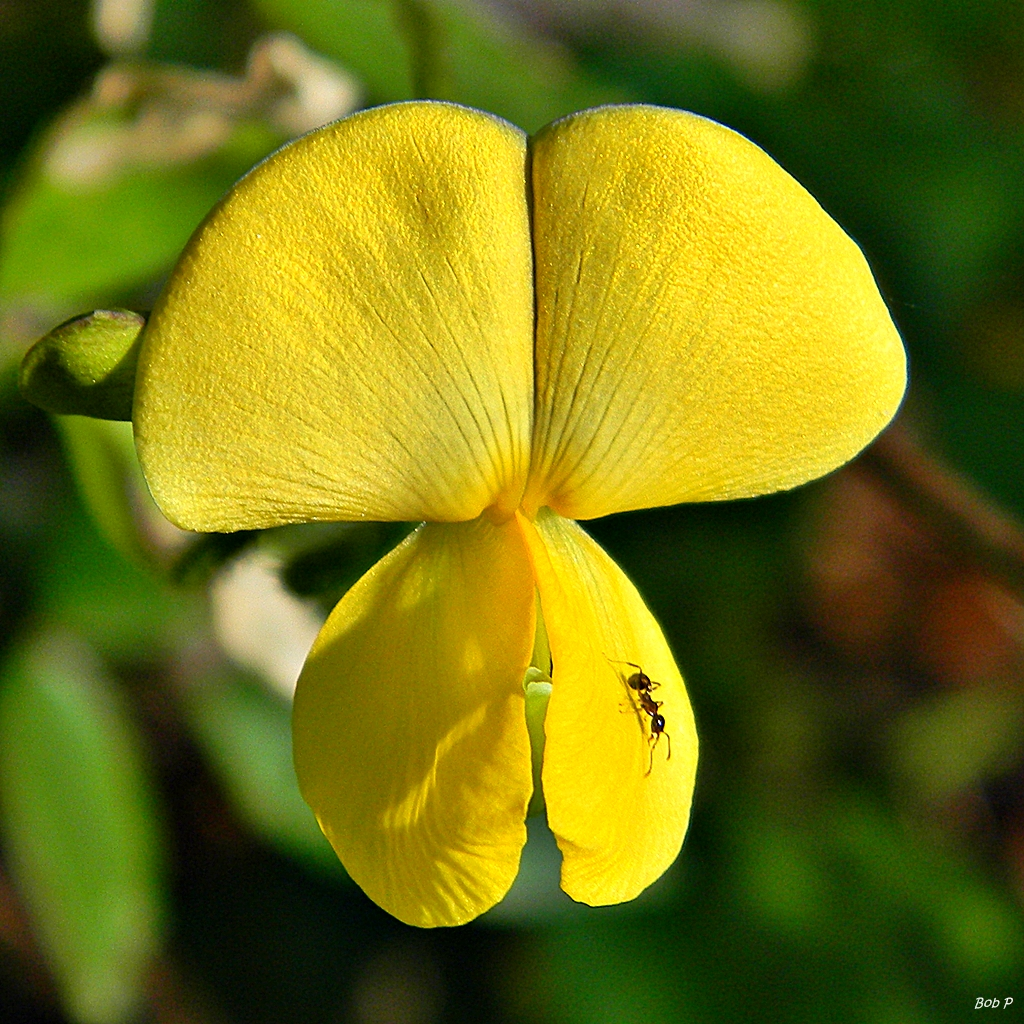
Vigna luteola

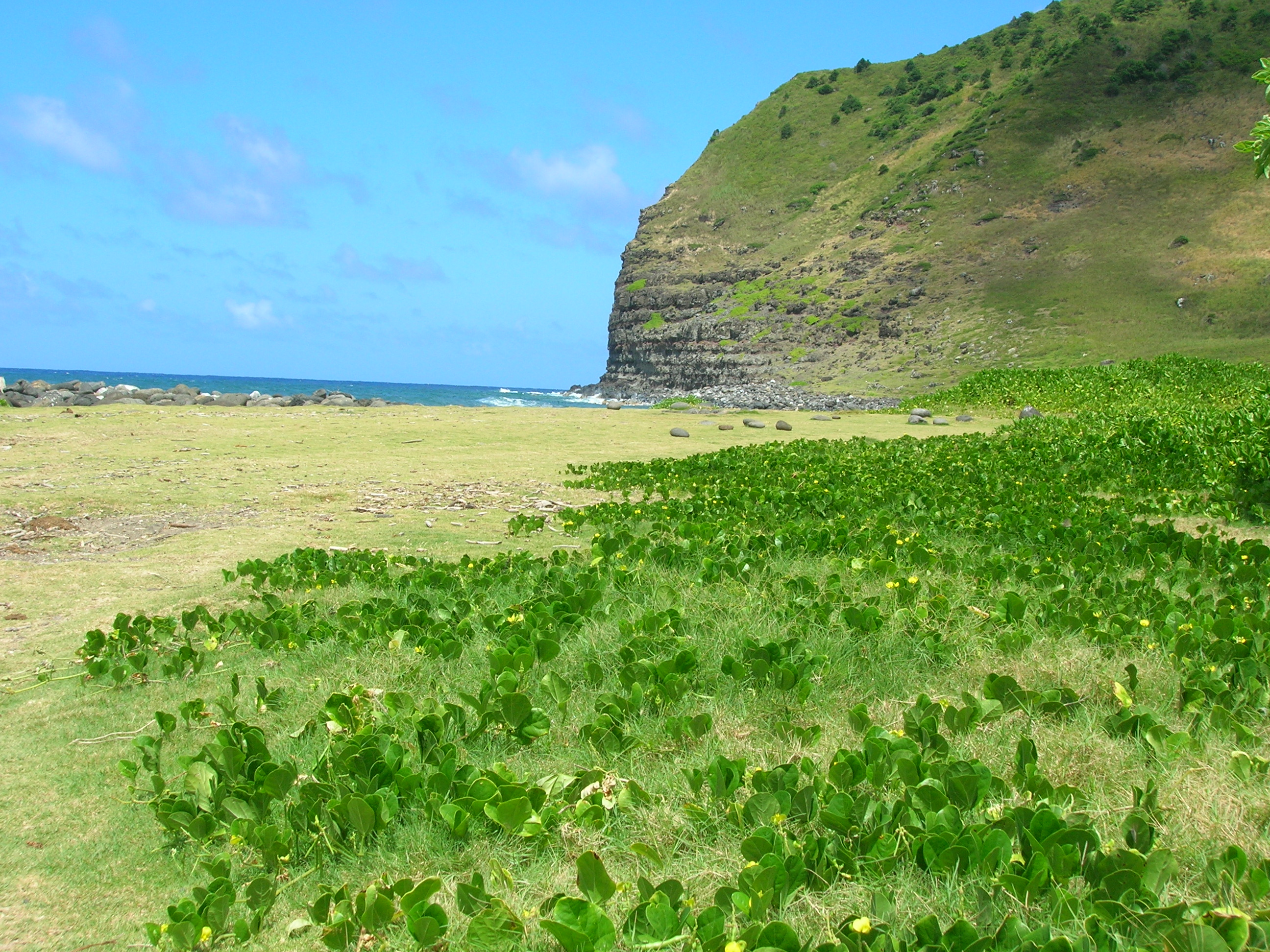
Vigna marina

- Vigna adenantha reclassificada como Leptospron adenanthum
- Vigna aristata reclassificada como Lablab purpureus
- Vigna antillana reclassificada como Sigmoidotropis antillana
- Vigna candida reclassificada como Condylostylis candida
- Vigna caracalla reclassificada como Cochliasanthus caracalla
- Vigna elegans reclassificada como Sigmoidotropis elegans
- Vigna firmula reclassificada como Ancistrotropis arrabidae
- Vigna gentryi reclassificada como Leptospron gentryi
- Vigna hookeri reclassificada como Helicotropis hookeri
- Vigna latidenticulata reclassificada como Condylostylis latidenticulata
- Vigna linearis reclassificada como Helicotropis linearis
- Vigna megatyla reclassificada como Sigmoidotropis megatyla
- Vigna peduncularis reclassificada como Ancistrotropis peduncularis
- Vigna polytyla reclassificada como Sigmoidotropis polytyla
- Vigna speciosa reclassificada como Sigmoidotropis speciosa
- Vigna spectabilis reclassificada como Helicotropis spectabilis
- Vigna subhastata reclassificada como Ancistrotropis subhastata
- Vigna venusta reclassificada como Condylostylis venusta
- Vigna vignoides reclassificada como Condylostylis vignoides